# 谢晋文
谢晋文（英語：Cheah Chin Woon，1982年5月27日—），是马来西亚槟城政治家和商人，党籍马华公会，现任马华槟州社会公民运动与协调局主任。

## 教育背景及家庭
谢晋文1982年出生于马来西亚槟城丹绒武雅，祖籍福建惠安。在槟城锺灵中学完成中学教育。留学澳洲大学获得学士学位，留学期间曾担任世界百大青年领袖。毕业后曾在槟城州政府机构任职。辞职后独自经营一家科技公司至今。谢晋文和妻子育有三子。

## 政治生涯
在2019年11月26日加入马华公会并受委马华槟州社会公民运动与协调局主任至今。

## 政治争议事件

### 交通大蓝图超支
2019年12月3日，谢晋文发表文告说槟州政府仅依靠净收入是无法偿还460亿马币的槟州交通大蓝图费用。 槟州政府在2020年财政预算案赤字为2.735亿马币。 根据谢晋文估计槟州政府需要580年清还全部债务。 谢晋文提出几个建议方案如暂时停止南部填海工程，放慢工程，把工程缩小几倍再进行。

### 槟榔河跳河事件
2022年3月29日，谢晋文准备一副由他作画题名为“鲤鱼跃龙门”的图画送给时任槟州首席部长曹观友好让槟城州政府直视污染问题严重的槟榔河并扬言两周后若没清理将跳入槟榔河。2022年4月11日，槟州政府尚未处理槟榔河污染问题。 谢晋文实现跳下河流的承诺并亲自清理河上的垃圾。在这之后引起各界关注槟榔河污染的问题并组织动员清理槟榔河。谢晋文邀请时任槟州首席部长曹观友和时任卫生部长凯里于2022年5月27日参与清洁槟榔河运动。双溪槟榔区州议员林秀琴表示大扫除不是一次性的和槟州市议员李伟祥调侃为政治秀。谢晋文表示愿放下马华党员身份出席林秀琴举办的大扫除活动和众筹一万马币挑战市议员李伟祥跳河。同时也被多方指有抄袭郭庭源跳河事件的嫌疑，谢晋文发文告还原当年事件和指出他才是该事件的发起者。

### 为拉曼大学医院筹款
2022年4月23日，谢晋文透过作画水墨画为拉曼大学医院筹款。 该作画题名为“槟州笑傲江湖”，该作画除了墨水，所用的都是回收材料如各地泥土、食材、花草等。 最终该作画以约马币42K出售。